# Fred Florusse
Willem Fredrik (Fred) Florusse (Vlissingen, 6 februari 1938 – Amsterdam, 21 maart 2023) was een Nederlands cabaretier, acteur en regisseur.

## Loopbaan
Na een studie bedrijfseconomie in Eindhoven ging Florusse werken bij Philips. Hier kwam hij in contact met een aantal studenten Nederlands, met wie hij in 1967 de cabaretgroep Don Quishocking oprichtte, waarvan hij deel uitmaakte, totdat het gezelschap in 1982 uiteenviel. In 1968 won de groep het Camarettenfestival en in 1971 en 1974 een Zilveren Harp. In 1974 kreeg het gezelschap de Louis Davidsprijs voor het lied Oude school. In 1978 volgde de Edison-prijs. Hierna maakte Florusse met de opvolger VDQS (Voorheen Don Quishocking) nog twee theaterprogramma's, Kaltes Grauen en Instituut Zwagerman.
Florusse vervolgde zijn loopbaan als presentator, acteur, schrijver, programmamaker en regisseur. Hij werd vooral bekend als regisseur van vele cabaretiers, onder wie Karin Bloemen, Hans Dorrestijn,  Simone Kleinsma, Erik van Muiswinkel, Paul de Leeuw en Jack Spijkerman. Daarnaast was hij vertaler, auteur en regisseur van diverse theatershows, revues en musicals. Tevens werkte hij jarenlang mee aan de VARA-radioprogramma's In de Rooie Haan en Spijkers met koppen (hij componeerde de muziek voor het Spijkerlied; de tekst wijzigt per aflevering). Als acteur speelde hij in de musical Oh Johnny over Johnny Jordaan en maakte en speelde hij, samen met Pieter van Empelen, de theaterprogramma's Een wandeling door honderd jaar cabaret, Een vleugje spruitjes tussen de schuifdeuren en Hoezo nieuw? Florusse was ook een aantal jaren gastdocent aan de Academie voor Kleinkunst en coachte diverse televisiepresentatoren, onder wie Sybrand Niessen, Pieter Jan Hagens en Anita Witzier. In 2009 begon hij een cabaretprogramma met door hemzelf gekozen liedjes en anekdotes uit de cabaretgeschiedenis sinds 1895. In Fred Florusse Conserveert werkt hij samen met pianist Eelco Menkveld en zangeres en cabaretier Alice Rientjes.
Florusse overleed in maart 2023 op 85-jarige leeftijd. Hij had slokdarmkanker.
- MusicBrainz: 146da39c-f200-4ba8-95a6-bc7c26a5ae01
- Nederlandse Thesaurus van Auteursnamen: 087836920
- Virtual International Authority File: 284909114